# De Berk (Barger-Compascuum)
De Berk is een korenmolen in het Drentse Barger-Compascuum. De molen is afkomstig uit het Duitse Drantum (Kreis Cloppenburg) en is in de tachtiger jaren aangekocht door molenaar Hendrik Bökkers uit Olst, die hem in het oosten van het land wilde opbouwen ter vervanging van een andere molen. Dit plan is niet doorgegaan en de molen is uiteindelijk doorverkocht aan Stichting Veenpark 't Aole Compas, die hem als draaiende molen in het Veenpark plaatste. De Berk werd in 2006 gerestaureerd, maar sinds 2009 is de molen vanwege de slechte staat van met name het staartwerk niet draaivaardig. De molen is een gemeentelijk monument.